# Museo de la Batalla de Creta y de la Resistencia Nacional
El Museo de la Batalla de Creta y la Resistencia Nacional (en griego: Μουσείο Μάχης Κρήτης και Εθνικής Αντίστασης) es un museo histórico municipal dedicado a la defensa de Creta durante la Segunda Guerra Mundial y a la resistencia popular de Creta. Se encuentra cerca del Museo Arqueológico de Heraclión, en la ciudad cretense de Heraclión (Grecia). Fue fundado por el municipio en mayo de 1994 tras una exposición de documentos del periodo entre 1941 y 1945, organizada para conmemorar el 50.º aniversario de la Batalla de Creta. Un equipo investigador ha reunido documentación procedente de diez países y el museo actúa como centro de investigación.
El objetivo del museo es recolectar, preservar y exhibir restos materiales del período comprendido entre 1941 y 1945 de manera adecuada, así como documentar y difundir información sobre la lucha popular durante la Batalla de Creta y la posterior ocupación germano-italiana de la isla. Además de presentar un abanico de testigos materiales del pasado, el museo tiene como objetivo cultivar el interés y el respeto por la historia de Creta.